# Neshadímovski
Neshadímovski (del ruso: Нещади́мовский) es un jútor del raión de Slaviansk del krai de Krasnodar, en el sur de Rusia. Está situado en los arrozales situados entre los distributarios del delta del Kubán, en la orilla izquierda del distributario Protoka, frente a Protichka, 12 km al norte de Slaviansk-na-Kubani y 85 al oeste de Krasnodar, la capital del krai. Tenía 1 489 habitantes en 2010.
Pertenece al municipio Protokskoye.

## Historia
Su nombre deriva del apellido de su primer habitante, el cosaco Neshadim. En la década de 1920 fueron creadas las primeras cooperativas agrícolas, y en la década siguiente se colectivizaron en dos koljoses: im. Molotova y im. XVIII siezda Vsesoyuznaya Komunisticheskaya Partiya. En 1950 fueron unidos, pasando a formar parte del koljós Stalin.

## Lugares de interés
En el centro de la población se halla un memorial, erigido en 1947, a los caídos en la defensa y posterior liberación de la misma durante la Gran Guerra Patria en 1942-1943.

## Economía
El principal sector económico de la localidad es el agrícola, en especial el cultivo de arroz.

## Servicios sociales
En la localidad se hallan una escuela general básica (nº46), un Club de Cultura rural, una biblioteca y dos puntos de enfermería, entre otros establecimientos.